# Trähjul

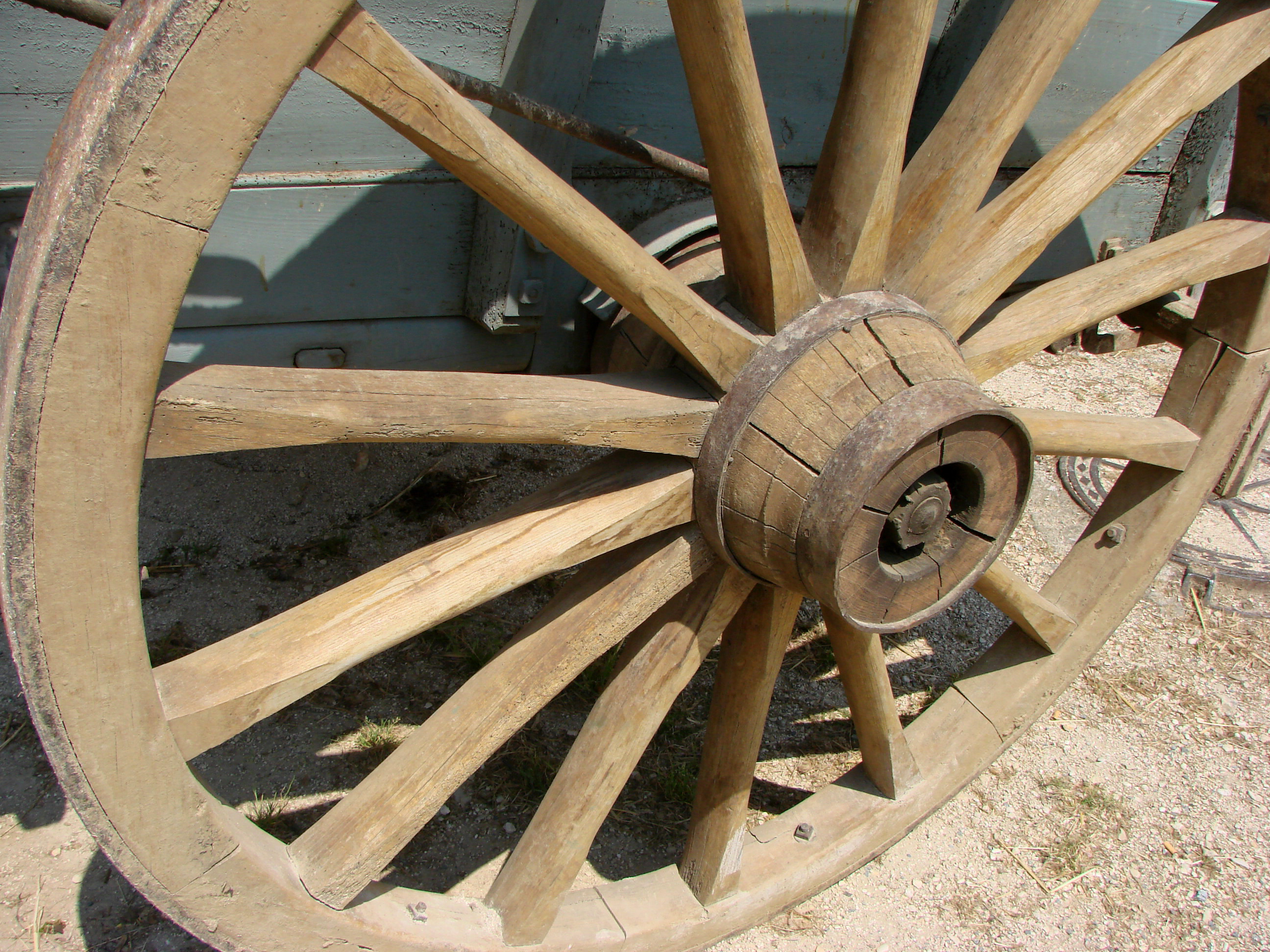
Vagnshjul.

Trähjul har sedan forntiden används som vagnshjul. Ett trähjul från början av 1900-talet var uppbyggt av flera delar.
Bössan är hjulets innersta del, vanligen av gjutjärn och lagrad mot hjulaxeln. Navet är den del av hjulet som omsluter bössan och i navet är ekrarna fastsatta. Dessa förbinder navet med hjulets yttre delar. Med sin yttersta ända är ekrarna fästa i ett antal träsegment, lötar, som tillsammans bildar en krans och som hålls samman av en hjulring av järn eller stål. Denna fungerar således även som en stark slitbana som skyddar hjulet mot slitage. 
Hjulringen måste sitta hårt spänd runt hjulet för att hålla ihop alla delar och för att inte hjulringen skall krängas av i kurvor. Detta åstadkoms genom att man gör hjulringen aningen för liten, sedan värmer man upp den över eld så att den blir lite större, då kan man trä på den på hjulet. När den sedan kallnar så krymper den och sitter då ordentligt fast. Samma teknik används än idag när runda stålsaker skall fastmonteras runt andra runda saker. Vissa spårvagnar och tåg använder fortfarande hjulring, för då kan man värma av ringen och byta ut den när den blir utsliten istället för att slipa om (eller kassera) hela hjulet.
Eftersom gammaldags hjul har glidlager istället för rullningslager, är det viktigt att smörja lagret ofta, annars slits det ut väldigt fort.